# زن سفیدپوش
زن سفیدپوش (به انگلیسی: The Woman in White) عنوان رمانی از ویلکی کالینز، نویسنده قرن‌نوزدهمی انگلیس است.
ویلکی (ویلیام) کولینز، پسر نقاش، در سال ۱۸۲۴ در لندن به‌دنیا آمد. او از همان دوران دبستان استعدادش در داستان‌سرایی را نشان می‌دهد. وی در رشتهٔ حقوق تحصیل می‌کند اما بیشتر زندگیش را با نویسندگی می‌گذراند. زندگی شخصی او زندگی عجیبی بوده است. او سال‌ها با زنی به نام کارولین گریوز زندگی می‌کند درحالی‌که در همان زمان مارتا راد مادر ۳ فرزند اوست.
کولینز در همان زمان کودکی با والدینش بسیار سفر می‌کند. در سن بزرگسالی مدتی را در فرانسه، ایتالیا، و ایالات متحده می‌گذراند. او بیشتر وقتش را با دوستش چارلز دیکنز سپری می‌کند. کسی که تأثیر زیادی روی او می‌گذارد.
کولینز در سال ۱۸۸۹ از دنیا می‌رود. او قبل از مرگش می‌خواهد که بر روی سنگ قبرش اینگونه بنویسند:
 "نام کامل، تاریخ تولد و مرگ، نویسندهٔ "زن سفیدپوش" و چند اثر دیگر. " 
کولینز هم مانند بسیاری از خواننده‌ها "زن سفیدپوش" را از بهترین داستان‌هایش می‌داند.

## بخشی از داستان
"وسط آن جادهٔ پهن ترکیب یک زن تنها که از سر تا پا سفید پوشیده بود، نمایان بود. انگار همان لحظه از زمین بیرون آمده بود یا از آسمان افتاده بود.
پرسید: «اینجا لندن است؟»

زندگی والتر هارت رایت، مدرس جوان هنر و آیندهٔ لورا زنی که عاشق‌اش می‌شود، در همان لحظه و برای همیشه به آن زن مرموز سفیدپوش تنها متصل می‌شود. " 

## انتشار در ایران
رمان زن سفیدپوش را انتشارات وصال در سال ۱۳۸۲ با ترجمه نسرین زارع و نشر قطره با ترجمۀ آذرمیدخت کاوه‌خوری و پروین قائمی در سال 1376 به فارسی منتشر کردند.